# Нью-Ричмонд (Вісконсин)
Нью-Ричмонд (англ. New Richmond) — місто (англ. city) в США, в окрузі Сент-Круа штату Вісконсин. Населення — 10 079 осіб (2020).

## Географія
Нью-Ричмонд розташований за координатами 45°7′20″ пн. ш. 92°32′0″ зх. д. / 45.12222° пн. ш. 92.53333° зх. д. (45.122208, -92.533417).  За даними Бюро перепису населення США в 2010 році місто мало площу 24,21 км², з яких 23,76 км² — суходіл та 0,45 км² — водойми.

## Демографія
Згідно з переписом 2010 року, у місті мешкало 8375 осіб у 3421 домогосподарстві у складі 2094 родин. Густота населення становила 346 осіб/км².  Було 3684 помешкання (152/км²).
Расовий склад населення:
| - 95,5 % — білих - 1,3 % — чорних або афроамериканців - 0,7 % — азіатів - 0,6 % — корінних американців |

До двох чи більше рас належало 1,6 %. Частка іспаномовних становила 2,1 % від усіх жителів.
За віковим діапазоном населення розподілялося таким чином: 26,1 % — особи молодші 18 років, 61,5 % — особи у віці 18—64 років, 12,4 % — особи у віці 65 років та старші. Медіана віку мешканця становила 33,9 року. На 100 осіб жіночої статі у місті припадало 95,8 чоловіків;  на 100 жінок у віці від 18 років та старших — 93,2 чоловіків також старших 18 років.
Середній дохід на одне домашнє господарство  становив 69 840 доларів США (медіана — 53 265), а середній дохід на одну сім'ю — 82 259 доларів (медіана — 65 800). Медіана доходів становила 45 727 доларів для чоловіків та 35 402 долари для жінок. За межею бідності перебувало 8,6 % осіб, у тому числі 9,0 % дітей у віці до 18 років та 10,1 % осіб у віці 65 років та старших.
Цивільне працевлаштоване населення становило 4136 осіб. Основні галузі зайнятості: виробництво — 21,6 %, освіта, охорона здоров'я та соціальна допомога — 21,6 %, роздрібна торгівля — 16,0 %.